# Londa (India)
Londa è una suddivisione dell'India, classificata come census town, di 6.276 abitanti, situata nel distretto di Belgaum, nello stato federato del Karnataka. In base al numero di abitanti la città rientra nella classe V (da 5.000 a 9.999 persone).

## Geografia fisica
La città è situata a 15° 28' 0 N e 74° 31' 0 E e ha un'altitudine di 651 m s.l.m..

## Società

### Evoluzione demografica
Al censimento del 2001 la popolazione di Londa assommava a 6.276 persone, delle quali 3.188 maschi e 3.088 femmine. I bambini di età inferiore o uguale ai sei anni assommavano a 683, dei quali 361 maschi e 322 femmine. Infine, coloro che erano in grado di saper almeno leggere e scrivere erano 4.490, dei quali 2.540 maschi e 1.950 femmine.